# Fabienne Tomasini
 Fabienne Tomasini  (* 14. Juni 1997 in Lustenau) ist eine österreichische Handballspielerin, die für den Schweizer Verein LC Brühl Handball am rechten Flügel spielt.

## Karriere
Tomasini begann das Handballspielen beim österreichischen Verein HC Lustenau. Nachdem die Außenspielerin anschließend für den SSV Dornbirn Schoren aufgelaufen war, schloss sie sich zur Saison 2018/19 dem schweizerischen Verein LC Brühl Handball an.
Mit Brühl gewann sie in den Saisonen 2018/19, 2022/23 und 2023/24 die Schweizer Meisterschaft, 2022/23 und 2023/24 den Schweizer Cup sowie 2019, 2021, 2023 und 2024 den Schweizer Supercup. 
Sie spielt in der österreichischen Frauen-Nationalmannschaft.

## Erfolge
- 4×  Schweizer Handball-Meisterin (2018/19, 2022/23, 2023/24, 2024/25)
- 2×  Schweizer Handball-Cupsiegerin (2022/23, 2023/24)
- 4×  Schweizer Handball-Supercup-Siegerin (2019, 2021, 2023, 2024)